# Renodes humilis
Renodes humilis là một loài bướm đêm trong họ Erebidae.